# Referéndum para la independencia de Transnistria de 2006
Se celebró un doble referéndum en Transnistria el 17 de septiembre de 2006. Se preguntó a los votantes si aprobaban la posibilidad de renunciar a la independencia y la integración con Moldavia, o, alternativamente, a la independencia y una posible futura integración a Rusia.

## Antecedentes
Las organizaciones promoldavas anunciaron antes del referéndum que no reconocerían sus resultados. Las papeletas para el referéndum se reimprimieron tres veces, ya que el presidente de la comisión electoral, Piotr Denisenko, anunció una reducción del electorado del 7% en comparación con el año anterior.

## Resultados

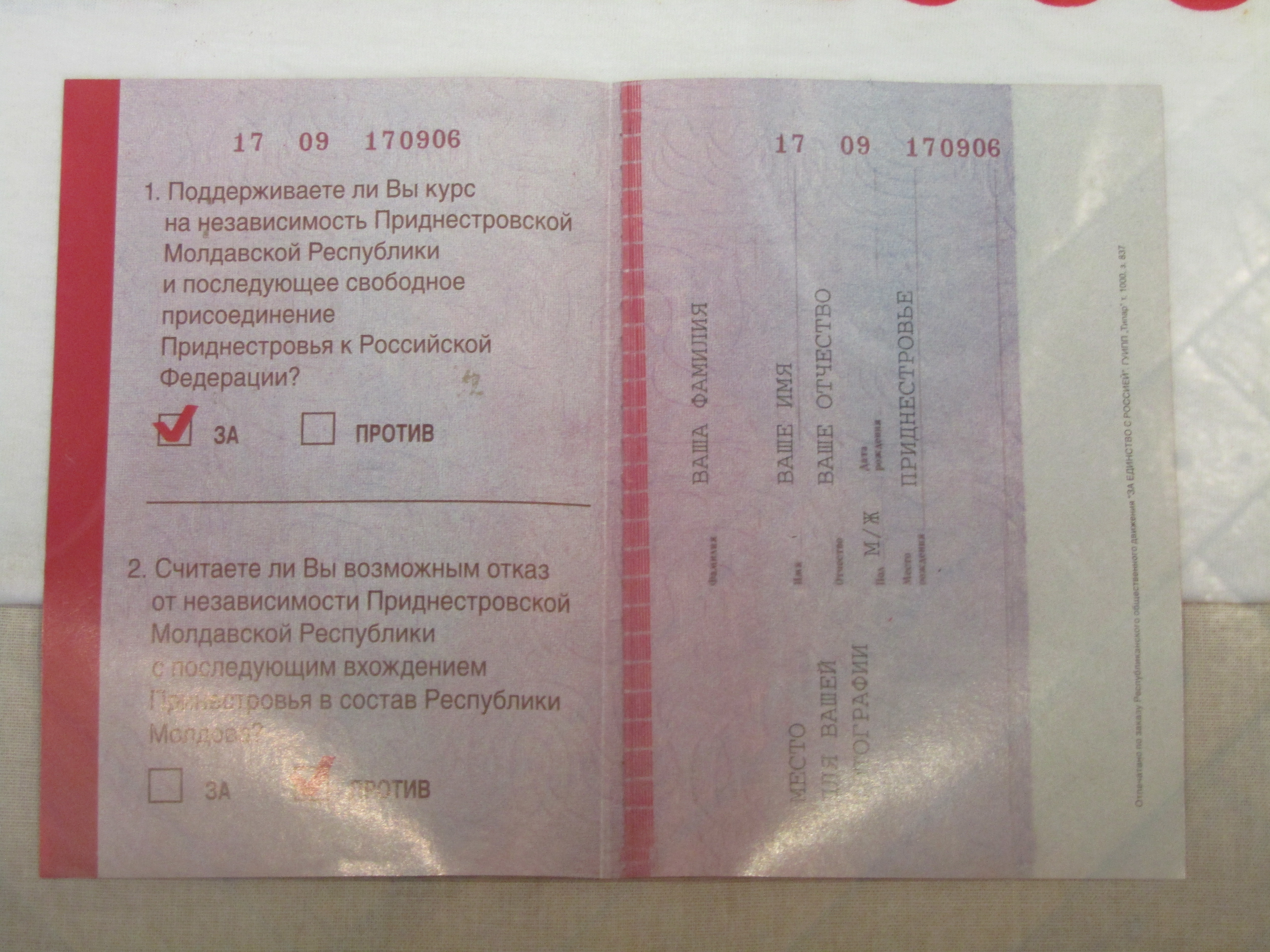
Tarjeta de votación exhibida en el museo de Tiráspol

### Renuncia a la independencia y posible integración futura en Moldavia
| Elección                           | Votos   | %     |
| ---------------------------------- | ------- | ----- |
| Sí                                 | 10,308  | 3.39  |
| No                                 | 294,253 | 96.61 |
| Votos en blanco/nulos              | 5.608   | –     |
| Total                              | 310,169 | 100   |
| Votantes registrados/participación | 394,861 | 78.55 |
| Fuente: Democracia Directa         |         |       |

### Independencia y potencial futura integración en Rusia
| Elección                           | Votos   | %     |
| ---------------------------------- | ------- | ----- |
| Para                               | 301,332 | 98.07 |
| Contra                             | 5,905   | 1.93  |
| Votos inválidos/en blanco          | 2,932   | –     |
| Total                              | 310,169 | 100   |
| Votantes registrados/participación | 394,861 | 78.55 |
| Fuente: Democracia Directa         |         |       |

 Del total de 394.861 votantes registrados, la participación electoral fue del 78,6%, sustancialmente más que el 50%+1 exigido por ley para validar el referéndum. El día del referéndum, no se permitieron votaciones a boca de urna a menos de 25 metros de los colegios electorales, para evitar la interrupción de la votación.

## Reacciones internacionales

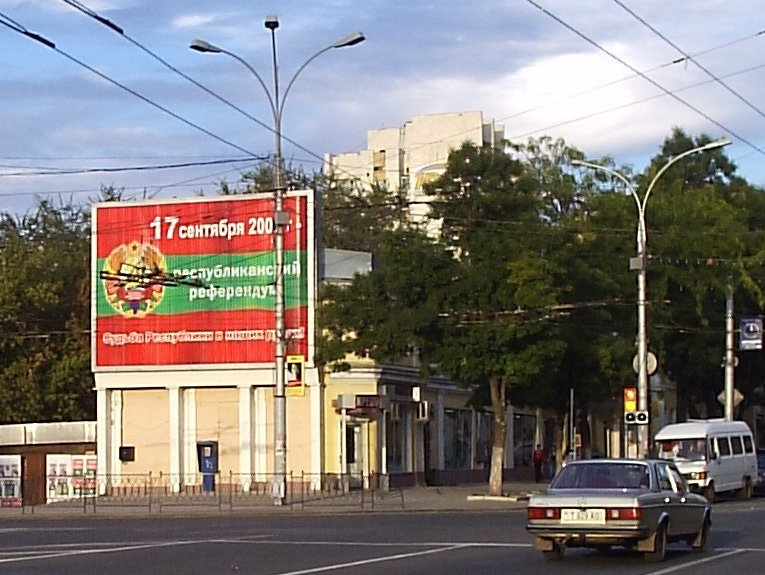
Cartel que anuncia el referéndum del 17 de septiembre en Transnistria

Organizaciones internacionales, como la Organización para la Cooperación y el Desarrollo Económicos, la Unión Europea, Guam y algunos otros países (Ucrania, Rumania, Bulgaria, Turquía, Serbia, Macedonia, Croacia, Montenegro, Bosnia, Albania, Noruega, Islandia) no reconocieron el referéndum.
Según la agencia de noticias rusa RIA Novosti, más de 130 observadores internacionales monitorearon el referéndum e informaron que "no registraron ninguna violación de procedimiento durante la votación secreta", y el representante del Congreso de Comunidades Rusas de Moldavia declaró que el referéndum se llevó a cabo de acuerdo con las normas internacionales. Sin embargo, ninguna organización de monitoreo reconocida internacionalmente tuvo observadores presentes.
Viktor Alksnis, diputado del partido ruso "Rodina", afirmó que el referéndum en Transnistria se llevó a cabo sin ninguna violación de la legislación y las normas democráticas. Se sabe que Viktor Alksnis describió previamente a la República de Transnistria como la base desde la cual comenzaría la restauración de la Unión Soviética.
En opinión del Ministerio de Relaciones Exteriores de Ucrania, la situación en Transnistria no cumple con las condiciones de libre expresión de la voluntad de los ciudadanos.
Según la OSCE, el clima mediático en la región de Transdniéster es restrictivo, ya que las autoridades continúan una campaña de larga data para silenciar las voces y los movimientos independientes de la oposición. Aunque la OSCE decidió no enviar observadores para monitorear el referéndum, 130 observadores de la CEI y Europa y de once organizaciones de monitoreo electoral que asistieron al referéndum tuvieron reacciones diferentes.
Por el contrario, el Comité de Helsinki para los Derechos Humanos en Moldavia (HCHRM) afirma haber observado una serie de infracciones en el referéndum:
1. Grupos de activistas que van a las casas de las personas, especialmente en los distritos de Tiraspol y Bender, preguntando por qué no asistieron al referéndum y amenazando con que después del referéndum se verán obligados a buscar un nuevo hogar en Rumanía.
2. En algunas mesas de votación, agentes vestidos con uniformes civiles o de milicianos obligan a los observadores de fuera de las secciones a mantenerse a una distancia de 200 a 250 metros de estos lugares.
3. "Limpieza" de la lista de votantes mediante la exclusión de algunos ciudadanos que previamente boicotearon las elecciones y los referéndums celebrados en Transnistria.
4. “Turismo electoral” y voto múltiple.[21]

Karel De Gucht (Presidente de la OSCE) expresó una opinión sobre la "falta de requisitos básicos para elecciones libres y justas, como la libertad de los medios de comunicación, la libertad de reunión y el pluralismo político, en la región predeterminaron los resultados" y argumentó que las preguntas en el referéndum están redactadas de manera sugestiva. En una posible manipulación de la opinión pública, se pide a la gente que elija entre la libertad ("libre asociación") y la pérdida de independencia ("renunciar al estatus independiente de Transnistria"), entre la realidad ("apoyar el rumbo") y la posibilidad ("Considéralo posible") Esta formulación podría haber resultado en un sesgo de respuesta.
Victor Josu, editor en jefe adjunto del periódico moldavo en ruso Moldavskiye Vedomosti, observador acreditado, describió el referéndum como una acción de relaciones públicas exitosa (a pesar de las violaciones y la falta de reconocimiento) e informó favorablemente sobre una comparación entre "reconocidos Chişinau" y "Tiraspol no reconocido" en un artículo que enfatizaba la apertura, la transparencia y la glasnost del proceso de referéndum.
Serguéi Bagapsh, presidente de Abjasia (Abjasia reclama su independencia de Georgia, pero tiene un estatus en disputa), ha dicho que su república "apoya las aspiraciones de Transniestria hacia la independencia y su elección de unificación con Rusia".